# Rhyssometopidae
A Rhyssometopidae a háromkaréjú ősrákok (Trilobita) osztályához és az Asaphida rendjéhez tartozó család.

## Rendszerezés
A családba az alábbi nemek tartoznak:
- Plectrifer
- Rhyssometopus
- Rostrifinis
- Qiandongaspis